# クロウタドリ (メシアン)
『クロウタドリ』（フランス語: Le Merle noir）は、オリヴィエ・メシアンが1952年に作曲したフルートとピアノのための楽曲。演奏時間は約6分。
日本語の題は「黒つぐみ」と呼ばれることもあるが、クロツグミは日本の鳥であってヨーロッパのクロウタドリとは同属だが異なる種である。なおメシアンは『七つの俳諧』で日本のクロツグミの声を使用している。

## 概要

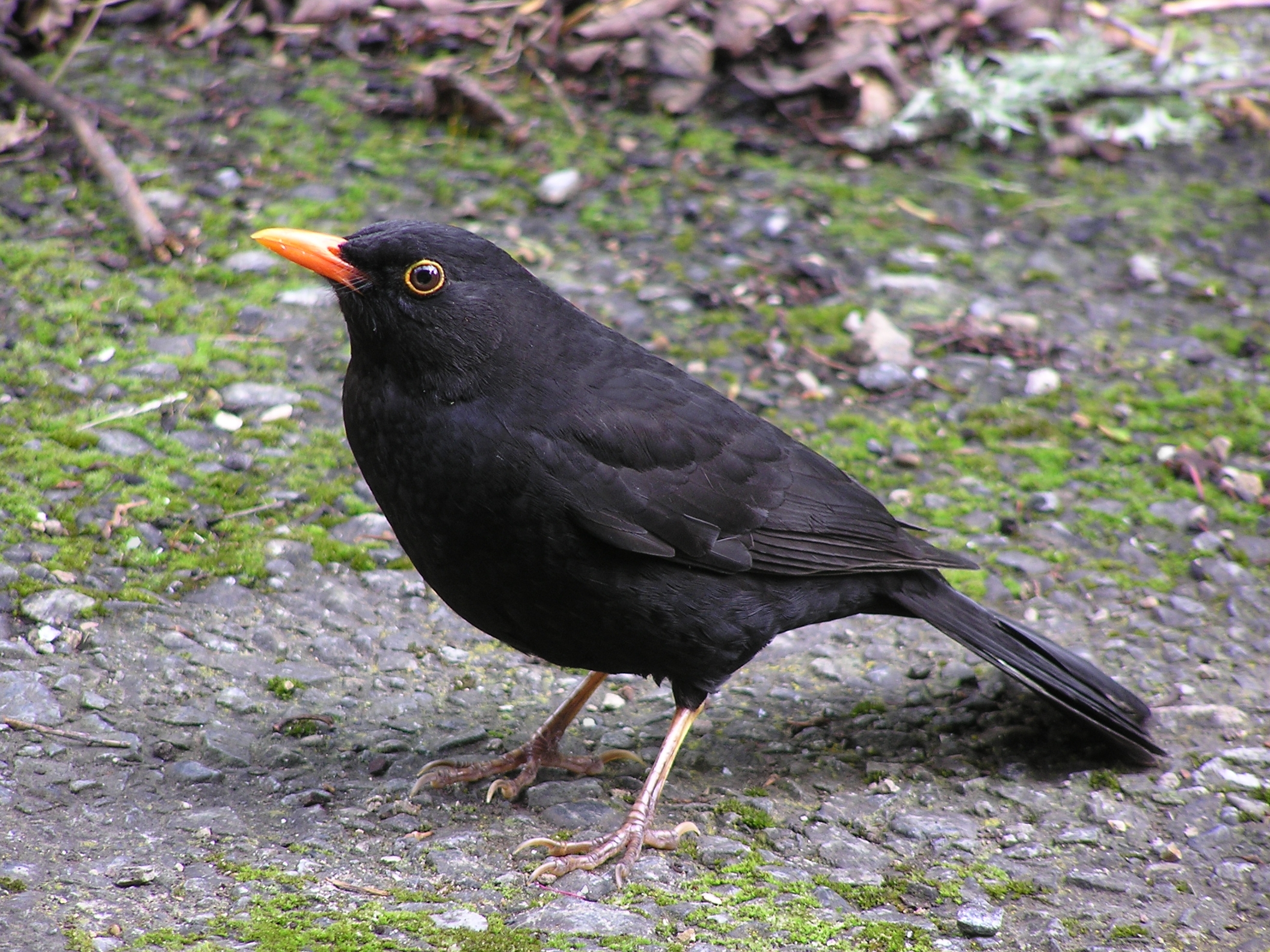
クロウタドリのオス

1952年3月にパリ音楽院のフルート科の試験の課題曲として作曲された小曲だが、技巧的で演奏効果に富んでいるために好んで演奏される。
クロウタドリはフランスでは誰でも知っている鳥で、その鳴き声は高音にむかって上昇する音型をもつ。メシアンのそれまでの曲にくらべて本曲の鳥の歌はリアリスティックであり、『鳥たちの目覚め』『異国の鳥たち』『鳥のカタログ』のような現実の鳥の歌にもとづく音楽の最初の例となっている。いっぽうその後にピアノによって始められる主題は鳥の歌ではなく『トゥランガリーラ交響曲』の「愛の眠りの園」に由来する。
曲はピアノの低音による1小節の神秘的な序奏についでフルートが無伴奏でフラッターツンゲを含む技巧を駆使してクロウタドリの声のカデンツァを演奏する。ピアノによるゆっくりとした主題をフルートが模倣する部分と、少し速い部分がそれに続く。以上を最初から変奏を加えてもう一度くり返した後、高速なコーダにはいり、ペダルを踏んだままのピアノの響きに乗ってフルートが技巧的な楽句を演奏する。